# 800 mètres masculin aux championnats du monde d'athlétisme 2015
Pour un article plus général, voir Championnats du monde d'athlétisme 2015.
Navigation
Moscou 2013 Londres 2017
L'épreuve du 800 mètres masculin des championnats du monde de 2015 s'est déroulée du 22 au 25 août 2015 dans le stade national de Pékin, le stade olympique de Pékin, en Chine. Elle est remportée par le Kényan David Rudisha.

## Records et performances

### Records
Les records du 800 m hommes (mondial, des championnats et par continent) étaient avant les championnats 2015 les suivants.
| Record                    | Athlète              | Temps         | Lieu         | Date               |
| ------------------------- | -------------------- | ------------- | ------------ | ------------------ |
| Record du monde           | David Lekuta Rudisha | 1 min 40 s 91 | Londres      | 9 août 2012        |
| Record des championnats   | Billy Konchellah     | 1 min 43 s 06 | Séville      | 1er septembre 1987 |
| Record d'Afrique          | David Lekuta Rudisha | 1 min 40 s 91 | Londres      | 9 août 2012        |
| Record d'Asie             | Yusuf Saad Kamel     | 1 min 42 s 79 | Monaco       | 29 juillet 2008    |
| Record d'Amérique du Nord | Johnny Gray          | 1 min 42 s 60 | Coblence     | 28 août 1985       |
| Record d'Amérique du Sud  | Joaquim Cruz         | 1 min 41 s 77 | Cologne      | 26 août 1984       |
| Record d'Europe           | Wilson Kipketer      | 1 min 41 s 11 | Cologne      | 24 août 1997       |
| Record d'Océanie          | Peter Snell          | 1 min 44 s 3  | Christchurch | 3 février 1962     |

### Meilleures performances de l'année 2015
Les dix coureurs les plus rapides de l'année sont, avant les championnats, les suivants.
|    | Athlète              | Pays               | Temps         | Lieu      | Date            |
| -- | -------------------- | ------------------ | ------------- | --------- | --------------- |
| 1  | Amel Tuka            | Bosnie-Herzégovine | 1 min 42 s 51 | Monaco    | 17 juillet 2015 |
| 2  | Nijel Amos           | Botswana           | 1 min 42 s 66 | Monaco    | 17 juillet 2015 |
| 3  | Ayanleh Souleiman    | Djibouti           | 1 min 42 s 67 | Monaco    | 17 juillet 2015 |
| 4  | Boris Berian         | États-Unis         | 1 min 43 s 34 | Monaco    | 17 juillet 2015 |
| 5  | Adam Kszczot         | Pologne            | 1 min 43 s 45 | Monaco    | 17 juillet 2015 |
| 6  | Mohammed Aman        | Éthiopie           | 1 min 43 s 56 | Rome      | 4 juin 2015     |
| 6  | Robert Biwott        | Kenya              | 1 min 43 s 56 | Barcelone | 8 juillet 2015  |
| 8  | David Lekuta Rudisha | Kenya              | 1 min 43 s 58 | New York  | 13 juin 2015    |
| 9  | Ferguson Rotich      | Kenya              | 1 min 43 s 60 | Nairobi   | 1er août 2015   |
| 10 | Marcin Lewandowski   | Pologne            | 1 min 43 s 72 | Monaco    | 17 juillet 2015 |

## Critères de qualification
Pour se qualifier pour les championnats, il fallait avoir réalisé 1 min 46 s entre le 1er octobre 2014 et le 10 août 2015.
Le champion du monde en titre et le vainqueur de la Ligue de diamant 2014 bénéficient d'une wild card, tandis que les champions continentaux en titre sont également qualifiés, la décision finale d'aligner l'athlète relevant de la fédération nationale concernée.

## Faits marquants
Lors des demi-finales, le tenant du titre, l'Éthiopien Mohammed Aman, est disqualifié pour obstruction après avoir pris la troisième place de sa série.

## Résultats

### Finale
| Rang               | Athlète                  | Temps         | Notes |
| ------------------ | ------------------------ | ------------- | ----- |
| Médaille d'or      | David Rudisha            | 1 min 45 s 84 |       |
| Médaille d'argent  | Adam Kszczot             | 1 min 46 s 08 |       |
| Médaille de bronze | Amel Tuka                | 1 min 46 s 30 |       |
| 4                  | Ferguson Rotich          | 1 min 46 s 35 |       |
| 5                  | Pierre-Ambroise Bosse    | 1 min 46 s 63 |       |
| 6                  | Musaeb Abdulrahman Balla | 1 min 47 s 01 |       |
| 7                  | Nader Belhanbel          | 1 min 47 s 09 |       |
| 8                  | Alfred Kipketer          | 1 min 47 s 66 |       |

### Demi-finales
Les deux premiers athlètes de chaque course et les deux meilleurs autres temps se qualifient pour la finale.
| Rang | Athlète               | Temps             |
| ---- | --------------------- | ----------------- |
| 1    | Adam Kszczot          | 1 min 44 s 97 (Q) |
| 2    | Alfred Kipketer       | 1 min 44 s 99 (Q) |
| 3    | Pierre-Ambroise Bosse | 1 min 45 s 02 (q) |
| 4    | Kevin López           | 1 min 45 s 84     |
| 5    | Amine El Manaoui      | 1 min 46 s 09     |
| 6    | Clayton Murphy        | 1 min 46 s 28     |
| 7    | Thijmen Kupers        | 1 min 47 s 74     |
| 8    | Mohammed Aman         | DQ                |

| Rang | Athlète                  | Temps             |
| ---- | ------------------------ | ----------------- |
| 1    | David Rudisha            | 1 min 47 s 70 (Q) |
| 2    | Musaeb Abdulrahman Balla | 1 min 47 s 93 (Q) |
| 3    | Nijel Amos               | 1 min 47 s 96     |
| 4    | Konstantin Tolokonnikov  | 1 min 48 s 32     |
| 5    | Abraham Rotich           | 1 min 48 s 61     |
| 6    | Ali al-Deraan            | 1 min 48 s 71     |
| 7    | Antoine Gakeme           | 1 min 48 s 86     |
| 8    | Jeffrey Riseley          | DNS               |

| Rang | Athlète            | Temps             |
| ---- | ------------------ | ----------------- |
| 1    | Amel Tuka          | 1 min 44 s 84 (Q) |
| 2    | Ferguson Rotich    | 1 min 44 s 85 (Q) |
| 3    | Nader Belhanbel    | 1 min 45 s 28 (q) |
| 4    | Marcin Lewandowski | 1 min 45 s 34     |
| 5    | Mark English       | 1 min 45 s 55     |
| 6    | Rafith Rodríguez   | 1 min 45 s 63     |
| 7    | Erik Sowinski      | 1 min 47 s 16     |
| 8    | Jena Umar          | 1 min 48 s 68     |

### Séries
Les 3 premiers de chaque série (Q) plus les 6 meilleurs temps (q) se qualifient pour les demi-finales.
| Rang | Athlète         | Temps             |
| ---- | --------------- | ----------------- |
| 1    | Nijel Amos      | 1 min 47 s 23 (Q) |
| 2    | Antoine Gakeme  | 1 min 47 s 47 (Q) |
| 3    | Ali al-Deraan   | 1 min 47 s 65 (Q) |
| 4    | Robin Schembera | 1 min 48 s 04     |
| 5    | Joshua Ralph    | 1 min 48 s 90     |
| 6    | Casimir Loxsom  | 1 min 48 s 97     |
| 7    | Khalid Benmahdi | 1 min 49 s 61     |

| Rang | Athlète               | Temps              |
| ---- | --------------------- | ------------------ |
| 1    | Mohammed Aman         | 1 min 47 s 87 (Q)  |
| 2    | Pierre-Ambroise Bosse | 1 min 47 s 89 (Q)  |
| 3    | Clayton Murphy        | 1 min 48 s 08 (Q)  |
| 4    | Giordano Benedetti    | 1 min 48 s 15      |
| 5    | Jozef Repčík          | 1 min 48 s 26      |
| 6    | Jamal Hairane         | 1 min 48 s 96      |
| 7    | Kyle Langford         | 1 min 49 s 78      |
| 8    | Adnan Taess Akkar     | 1 min 54 s 44 (SB) |

| Rang | Athlète          | Temps             |
| ---- | ---------------- | ----------------- |
| 1    | Amel Tuka        | 1 min 46 s 12 (Q) |
| 2    | Nader Belhanbel  | 1 min 46 s 23 (Q) |
| 3    | Rafith Rodríguez | 1 min 46 s 39 (Q) |
| 4    | Erik Sowinski    | 1 min 46 s 63 (q) |
| 5    | Mark English     | 1 min 46 s 69 (q) |
| 6    | Žan Rudolf       | 1 min 47 s 24     |
| 7    | Alex Amankwah    | DNS               |

| Rang | Athlète                 | Temps             |
| ---- | ----------------------- | ----------------- |
| 1    | Ferguson Rotich         | 1 min 45 s 83 (Q) |
| 2    | Amine El Manaoui        | 1 min 45 s 86 (Q) |
| 3    | Kevin López             | 1 min 46 s 06 (Q) |
| 4    | Konstantin Tolokonnikov | 1 min 46 s 07 (q) |
| 5    | Marcin Lewandowski      | 1 min 46 s 25 (q) |
| 6    | Thijmen Kupers          | 1 min 46 s 70 (q) |
| 7    | Musa Hajdari            | 1 min 47 s 70     |
| 8    | Brice Etès              | 1 min 48 s 52     |

| Rang | Athlète                | Temps             |
| ---- | ---------------------- | ----------------- |
| 1    | Adam Kszczot           | 1 min 46 s 62 (Q) |
| 2    | Alfred Kipketer        | 1 min 46 s 67 (Q) |
| 3    | Jeffrey Riseley        | 1 min 46 s 79 (Q) |
| 4    | Jena Umar              | 1 min 47 s 03 (q) |
| 5    | Abdelati El Guesse     | 1 min 47 s 49     |
| 6    | Andreas Almgren        | 1 min 48 s 06     |
| 7    | Reinhardt van Rensburg | 1 min 48 s 61     |

| Rang | Athlète                  | Temps             |
| ---- | ------------------------ | ----------------- |
| 1    | David Rudisha            | 1 min 48 s 31 (Q) |
| 2    | Abraham Rotich           | 1 min 48 s 42 (Q) |
| 3    | Musaeb Abdulrahman Balla | 1 min 48 s 59 (Q) |
| 4    | Michael Rimmer           | 1 min 48 s 70     |
| 5    | Andreas Bube             | 1 min 48 s 94     |
| 6    | Artur Kuciapski          | 1 min 49 s 22     |
| 7    | Cleiton Abrão            | 1 min 49 s 79     |
| 8    | Wais Ibrahim Khairandesh | 1 min 59 s 51     |

### Légende
Records et Performances
- AR : Record continental (area record)
- CR : Record des championnats (championship record)
- MR : Record du meeting (meet record)
- NR : Record national (national record)
- OR : Record olympique (olympic record)
- PR : Record paralympique (paralympic record)
- PB : Record personnel (personal best)
- SB : Meilleure performance personnelle de la saison (season's best)
- WL : Meilleure performance mondiale de l'année (world leader)
- WJR : Record du monde junior (world junior record)
- WR : Record du monde (world record)

Circonstances et Conditions
- DNF : N'a pas terminé (did not finish)
- DNS : N'a pas pris le départ (did not start)
- DQ : Disqualification (disqualification)
- NM : Aucun essai valable enregistré (No Mark)
- Q : Qualifié « directement » au prochain tour (ou à la prochaine compétition), lors d'une compétition majeure, grâce au classement ou à la réalisation des minima (automatic qualifier)
- q : Qualifié au prochain tour (ou à la prochaine compétition), lors d'une compétition majeure, grâce au repêchage ou à la réalisation de l'une des meilleures performances parmi celles des « non qualifiés directement » (grâce au meilleur temps ou à la meilleure distance par exemple) (secondary qualifier)